# 13 mai dans les chemins de fer
13 avril 13 juin
Chronologies thématiques
- Croisades
- Sports
- Disney

Cette page concerne les événements qui se sont déroulés un 13 mai dans les chemins de fer.

## Événements

### XIXesiècle
- 1863 - Espagne : Inauguration du chemin de fer de Montblanch à Reus (Compañia del ferrocarril de Montblanch a Reus)